# Albert Soboul
Albert Marius Soboul (Ammi-Moussa (Oran), Algerije, 27 april 1914 - Nîmes, 11 september 1982) was een Frans historicus die de Franse Revolutie bestudeerde.
Hij werd geboren in Algerije. Zijn vader sneuvelde al in november 1914 in de Eerste Wereldoorlog. Hij en zijn oudere zus Gisele woonden eerst in Algiers en vervolgens in Nîmes, onder de hoede van hun tante Marie nadat hun moeder stierf in 1922. Hij kreeg zijn opleiding aan het lycée van Nîmes, dan aan het Lycée Louis-le-Grand in Parijs, om dan uiteindelijk aan de Sorbonne te belanden.
Tegen 1936 had hij al een boek gepubliceerd over de revolutionair Saint-Just. Hij gebruikte toen het pseudoniem Pierre Derocles. In 1939 sloot hij zich aan bij de Communistische Partij. In datzelfde jaar werd hij opgeroepen voor militaire dienst, hoewel hij nooit een gevecht te zien kreeg. Niet lang nadien kreeg hij een plaats als onderwijzer aan het lycée van Montpellier. Daar werd hij ontslagen in juli 1942 na een studentenbetoging. Nadien deed hij onderzoek voor het Musée des Arts et Traditions Populaires.
Na de Duitse bezetting begon hij terug les te geven. Eerst aan het lycée van Montpellier, dan aan het Lycée Marcelin Berthelot en uiteindelijk aan het lycée Henri IV. Soboul raakte bevriend met Georges Lefebvre en schreef zijn 1100 pagina's tellende doctoraat, Les sans-culottes parisiens en l'an II, onder diens leiding. Hij werd gepromoveerd aan de universiteit van Clermont-Ferrand. In 1967 belandde hij aan de afdeling van de geschiedenis van de Franse Revolutie aan de Sorbonne.
De daaropvolgende vijftien jaar publiceerde hij verschillende historische werken, waarvan het bekendste La civilisation de la Révolution française was. Hij interpreteerde de Revolutie als een klassenstrijd, een visie waarop hij toenemende kritiek kreeg van revisionisten zoals François Furet en Denis Richet. Sinds zijn dood in 1982 verzwakte zijn reputatie stelselmatig. Niettemin bleef het werk, onder meer door zijn heldere stijl, een belangrijke bijdrage aan de studie van de geschiedenis van onderop.
Soboul ligt begraven in de Père Lachaise begraafplaats, niet ver van de graven van prominente leiders van de Communistische Partij en de Mur des Fédérés.